# 아시카가 플라워파크역
아시카가 플라워파크 역(일본어: あしかがフラワーパーク駅)은 일본 도치기현 아시카가시에 위치한 동일본 여객철도 료모선의 철도역이다.

## 건설 경위
아시카가 플라워 파크와 구리타 미술관 사이에 아시카가 시 하사마 정 지점에 대한 신역 설치에 대해서 2016년에 아시카가 시와 JR 동일본 다카사키 지사 간에 합의되어, 2017년 4월에 기본 협정서, 동년 6월 19일 사업 시행 협정을 체결하여 동년 8월 9일에 착공하였다. 또한, 설치 장소는 과거 도미타 ~ 아시카가 역 구간에 존재한 히가시아시카가 역(1968년 10월 1일 휴지, 1987년 4월 1일 폐지)의 위치와는 다른 위치에 설치된 것이다.
역명은, 아시카가 시가 2017년 7월 시민 공모를 실시하여 동년 12월 7일에 JR 동일본으로 시민 투표의 최다 득표인 "아시카가 플라워파크 역"으로 최종 결정되었다.
아시카가 시에 의하면, 총사업비는 합계 약 15억엔으로 추정되며, 역 자체 정비 비용 약 8억 1,900만엔은 시가 약 3억 9,600만엔, JR이 약 3억 2,300만엔, 현이 1억엔을 각각 부담한다. 이 밖에 역전 광장 조성 예상액 4억엔을 시 단독으로 부담하고 Suica의 도입 비용에 대해서는 별도 협의할 예정으로 있었다.
아시카가 플라워파크 방문자에서 차지하는 철도 이용의 비율은, 아시카가 시가 2016년 5월에 실시한 조사에서 9%가 되고 있다. 아시카가 시는 신역 설치에 의한 비율을 20% 정도로 높이는 시즌 중의 정체 완화를 노리고 있다. 아시카가 시는 아시카가 플라워 파크의 내객 피크(주로 겨울이나 봄)때, 아시카가 시 중심부에 가까운 와타라세 강 하천 부지 등에 수백대 분량의 주차장을 확보하고 아시카가 역에서 전철로 왕복하는 파크앤트레인 라이드를 계획하고 있다. 이로써, 아시카가 플라워 파크의 방문자가 시 중심부에서 쇼핑, 음식을 즐기거나 아시카가 학교와 반나지(절)와 주유하는 효과를 기대하고 있다.
또한, 료모선에 대한 신역사 설치는 1999년 마에바시오시마역 이후 19년 만에 JR 동일본 다카사키 지사 관내에서는 2004년의 조에쓰선 다카사키톤야마치역 이후 14년 만으로, 도치기 현 내의 JR선에서는 1983년의 도호쿠 본선(우쓰노미야 선) 지치이다이역 이후 35년 만이다.

## 역 구조
단선 승강장 1면 1선이고 승강장 유효장이 130m(20m차량 6량 정차 가능)인 구조로 역사는 선로 남쪽(플라워 파크 방향)에만 설치되어 있다. 역사는 유리 블록을 이용하였고, 야간 LED조명으로 조명한다. 기본적으로는 무인역으로 하지만 성수기에는 유인 대응을 실시할 예정이다. 간이 Suica 개찰기, 자동 매표기가 설치되어 있다. 아시카가 역 관리의 무인역이다.

## 운임 계산의 특례
개통부터 당분간은 이웃역의 도미타 역과 동액의 운임 및 요금을 적용한다. 이 때문에, 본 역과 도미타 역 사이에 대해서는 Suica를 비롯한 IC카드 승차권은 사용할 수 없고, 표를 구입할 필요가 있다.

## 역 주변
- 아시카가 플라워 파크
- 구리타 미술관
- 도치기 현도 67호 기류이와후네 선
- 하자마 자연 관찰 공원

## 인접역
| 동일본 여객철도 ■ 료모선     | 동일본 여객철도 ■ 료모선 | 동일본 여객철도 ■ 료모선 |
| ---------------------------- | ------------------------ | ------------------------ |
| 아시카가 기류・마에바시 방면 |                          | 도미타 오야마 방면       |